# Gällivare (comune)
Gällivare è un comune svedese di 18 452 abitanti, situato nella contea di Norrbotten. Il suo capoluogo è la cittadina omonima.

## Geografia antropica
Nel territorio comunale sono comprese le seguenti aree urbane (tätort):
| # | Località         | Popolazione |
| - | ---------------- | ----------- |
| 1 | Gällivare        | 8 480       |
| 2 | Malmberget       | 6 017       |
| 3 | Koskullskulle    | 899         |
| 4 | Hakkas           | 383         |
| 5 | Ullatti          | 230         |
| 6 | Tjautjas/Čavččas | 216         |

## Amministrazione

### Gemellaggi
- Tysfjord
- Kittilä
- Kirovsk
- Barga

## Sport
Nell'estate del 2008 ha ospitato la Coppa del mondo VIVA 2008 che ha visto trionfare la Padania, vincitrice in finale contro l'Aramea.